# Dějiny médií v České republice
Média v České republice započala samostatný vývoj 1. ledna 1993, kdy se z České a Slovenské Federativní Republiky vznikly dva samostatné státy Česká republika a Slovenská republika. Média v České republice se řídí jak mezinárodními úmluvami, tak ústavou a zákony.

## Legislativní rámec masmédií v Česku

### Mezinárodní úmluvy
- Rezoluce k Etice žurnalistiky č. 1003 Parlamentního shromáždění Rady Evropy ze 17. 6. 1993 [1][2][3]

### Seznam zákonů
Následující zákony ovlivňují působení médií v Česku:
- Ústavní zákon č. 2/1993 Sb. ve znění ústavního zákona č. 162/1998 Sb., Ústava Listina základních práv a svobod, odd. 2. článek 17, paragraf 1[5]

- Zákon 231/2001 Sb., o provozování rozhlasového a televizního vysílání
- Zákon 483/1991 Sb., o České televizi
- Zákon 132/2010 Sb., o audiovizuálních mediálních službách na vyžádání
- Zákon 484/1991 Sb., o Českém rozhlasu
- Zákon 348/2005 Sb., o rozhlasových a televizních poplatcích
- Zákon 46/2000 Sb., o právech a povinnostech při vydávání periodického tisku
- Zákon 40/1995 Sb., o regulaci reklamy
- Zákon 121/2000 Sb., autorský zákon[6]
- Zákon č. 106/1999 Sb., o svobodném přístupu k informacím[7]

## Soukromá masmédia

### Televizní stanice
V Česku existuje několik set televizních kanálů. Některé jsou šířeny bezplatně, některé jsou placené. Většina televizních kanálů je komerčních, až na TV Noe, TV-MIS a TV-7.

### Rozhlasové stanice
V Česku existuje několik set rozhlasových stanic. Většina je komerčních, až na TWRS (Radio 7), Vatikánský rozhlas a Radio Proglas.

### Zpravodajské weby
Mezi aktivní české zpravodajské weby můžeme zařadit následující masmédia:
A
- A2larm
- Aktuálně.cz

B
- Blesk.cz
- Britské listy

Č
- Česká pozice
- České noviny
- ČT24

D
- Deník (regionální noviny)
- Deník Referendum
- Denik.cz

E
- Echo24
- Euro.cz
- Expres.cz
- EXtra.cz

H
- HlídacíPes.org

I
- IDNES.cz
- IHNed.cz
- Informuji.cz
- iROZHLAS
- iSport.cz

L
- Lidovky.cz

M
- MediaGuru
- Médiář
- Metro.cz

N
- Neovlivní.cz
- Neviditelný pes
- Novinky.cz

P
- Parlamentní listy
- Peak.cz
- Pražský Telegraf (týdeník)

R
- Roklen24.cz
- Romea.cz

S
- Seznam Zprávy
- Sport.cz

T
- Tn.cz
- Tyden.cz